# Потапов, Дмитрий Капитонович
Дмитрий Капитонович Потапов (1911—1974) — участник Великой Отечественной войны. Герой Советского Союза (1944). Майор.

## Биография
Родился 7 ноября 1911 года в селе Прокудское Томского уезда Томской губернии Российской империи (ныне Коченёвский район Новосибирской области) в семье рабочего. Русский. Образование 6 классов. После школы окончил курсы трактористов. До призыва на военную службу работал по специальности в совхозе. В 1933—1935 годах проходил срочную службу в рядах Рабоче-крестьянской Красной Армии. После демобилизации вернулся в родные места. Работал связистом в районном узле связи. В 1939 году Дмитрий Капитонович окончил курсы младших лейтенантов запаса. В 1940 году по частичной мобилизации он вновь был призван в Красную Армию в связи со сложной внешнеполитической обстановкой.
В боях с немецко-фашистскими захватчиками младший лейтенант Д. К. Потапов с 12 января 1942 года на Брянском фронте. В должности командира стрелкового взвода участвовал в Болховской наступательной операции, затем в оборонительных боях в районе Белёва. 30 мая 1942 года Дмитрий Капитонович был переведён в недавно сформированную в составе 3-й резервной армии 107-ю стрелковую дивизию и был назначен на должность командира стрелковой роты 504-го стрелкового полка. 7 июля 1942 года 3-я резервная армия была преобразована в 60-ю армию, которая заняла оборону севернее Воронежа в составе Воронежского фронта. Участвовал в Воронежско-Ворошиловградской операции и последующих оборонительных боях на Дону. 12 августа 1942 года он был тяжело ранен и эвакуирован в госпиталь.
Почти полгода Дмитрий Капитонович находился на лечении. Получив звание лейтенанта, он в феврале 1943 года вернулся на Воронежский фронт. Службу продолжил в 167-й стрелковой дивизии 38-й армии в должности командира стрелкового взвода 2-й стрелковой роты 1-го стрелкового батальона 520-го стрелкового полка. Участвовал в Воронежско-Касторненской и Харьковской операциях. После поражения войск Красной Армии под Харьковом 167-я стрелковая дивизия заняла оборонительные позиции в Сумском районе Сумской области на рубеже Кияница — Пушкарёвка, которые удерживала до августа 1943 года. 5 августа 1943 года дивизия перешла в наступление в ходе Белгородско-Харьковской операции Курской битвы. Форсировав реку Псёл, взвод под командованием лейтенанта Дмитрия Потапова умелыми действиями способствовал прорыву вражеской обороны у села Великая Чернетчина. В бою за село лично уничтожил 10 солдат противника. Сам был ранен, но не покинул поля боя и продолжал командовать взводом. В результате ожесточённых боёв противник был отброшен за Псёл и подразделения 167-й стрелковой дивизии вышли к реке прямо напротив Сум.
26 августа 1943 года войска Воронежского фронта практически без паузы начали Сумско-Прилукскую операцию. 2 сентября 1943 года взвод лейтенанта Д. К. Потапова вновь форсировал Псёл севернее Сум и участвовал в штурме хутора Тополи. Разгромив в ходе наступления пять немецких дивизий, войска Воронежского фронта продвинулись на 270—300 километров на запад и в конце сентября вышли к Днепру. 26 сентября 1943 года в ходе наступления переведённый на должность командира пулемётной роты 1-го стрелкового батальона 520-го стрелкового полка, в составе штурмового отряда под яростным огнём противника форсировал Днепр у села Вышгород. Десантники быстро захватили плацдарм на правом берегу реки, на который переправились основные силы дивизии. 28 сентября 1943 года Вышгород был полностью очищен от немцев. Появление советских войск непосредственно вблизи Киева вынудило немцев перебросить на этот участок фронта крупные резервы. К тому же немецкой авиации удалось разбомбить переправу через Днепр, что не позволило командованию 38-й армии ввести на плацдарм танки и тяжёлую артиллерию. 29 сентября немецкие войска перешли в контрнаступление под Вышгородом. Несколько дней подразделения дивизии отбивали многочисленные контратаки противника, но по решению командования в первых числах октября они были отведены за Днепр. 8 октября 1943 года со своей ротой переправился на Лютежский плацдарм и участвовал в ожесточённых боях за его удержание. В начале ноября 1943 года командованию 1-го Украинского фронта удалось скрытно сосредоточить крупные силы на Лютежском плацдарме. Именно отсюда 3 ноября 1943 года советские войска нанесли главный удар в ходе начавшейся Киевкой наступательной операции. Особо отличился в боях за освобождение города Киева в период с 3 по 5 ноября 1943 года.
4 ноября 1943 года при прорыве вражеской обороны у села Пуща-Водица пулемётная рота под командованием лейтенанта Дмитрия Потапова действовала смело и решительно. Расположив огневые средства на танках, пулемётчики ворвались на вражеские позиции, и ведя огонь на ходу, нанесли противнику большой урон. Прорвав немецкую оборону, Дмитрий Капитонович двинулся со своими бойцами в направлении Киева и к вечеру освободил село Берковец, где был контратакован превосходящими силами противника. Заняв оборону на окраине села, рота удержала позиции до наступления сумерек. С наступлением темноты вместе с двумя бойцами обошёл немцев с тыла и открыл по ним ураганный огонь. Бросив вооружение, убитых и раненых, противник в панике бежал. Продолжая расчищать дорогу идущим следом стрелковым частям и артиллерии, пулемётная рота за три дня боёв отразила в общей сложности 13 вражеских контратак. 5 ноября 1943 года Дмитрий Капитонович со своими бойцами одним из первых в дивизии вышел на северную окраину города и завязал уличные бои.
Указом Президиума Верховного Совета СССР «О присвоении звания Героя Советского Союза генералам, офицерскому, сержантскому и рядовому составу Красной Армии» от 10 января 1944 года за «образцовое выполнение боевых заданий командования на фронте борьбы с немецко-фашистскими захватчиками и проявленные при этом отвагу и геройство» с вручением ордена Ленина и медали «Золотая Звезда».
Немецкое командование не смирилось с потерей Киева и в ноябре 1943 года нанесло ряд мощных контрударов по растянутым коммуникациям 1-го Украинского фронта. Участвовал в отражении танковых контратак противника в районе Фастова. За умелое командование ротой Дмитрию Капитоновичу было присвоено звание старшего лейтенанта. Зимой 1943—1944 годов участвовал в освобождении Правобережной Украины (Житомирско-Бердичевская и Корсунь-Шевченковская операции). Весной 1944 года 167-я стрелковая дивизия была передана в состав 1-й гвардейской армии и участвовала в Проскуровско-Черновицкой операции.
Вновь отличился в ходе Львовско-Сандомирской операции. 16 июля 1944 года при прорыве обороны противника у села Даниловцы хорошо организованным огнём пулемётная рота под командованием старшего лейтенанта Потапова обеспечила успешное наступление стрелковой роты. 19 июля 1944 года немцы перешли в контратаку силой до батальона пехоты при поддержке нескольких танков. Эффективным огнём пулемётчики пехоту от танков, чем вынудили противника отступить. Умелые действия пулемётной роты не остались незамеченными, и в ходе операции Дмитрий Капитонович был переведён на должность заместителя командира 1-го стрелкового батальона. Во время дальнейшего наступления постоянно находился в боевых порядках пехоты. Когда в бою 26 июля 1944 года при прорыве вражеской обороны на реке Гнилая Липа вышел из строя командир 3-й стрелковой роты, взяв командование ротой на себя, сломил сопротивление противника и успешно форсировал водный рубеж. 1 августа 1944 года он участвовал в организации форсирования Днестра стрелковыми ротами у городка Роздол Дрогобычской области, а 6 августа — в освобождении Дрогобыча. За отличие при освобождении города 520-й полк 167-й стрелковой дивизии был удостоен почётного наименования «Дрогобычский».
Ещё во время Львовско-Сандомирской операции 5 августа 1944 года 1-я гвардейская армия, в состав которой входила 167-я стрелковая дивизия, была передана на 4-й Украинский фронт. С сентября 1944 года по февраль 1945 года армия вела тяжёлые бои в Карпатах. В ходе Восточно-Карпатской и Западно-Карпатской операций участвовал в освобождении городов Михаловце и Новы-Тарг. В марте-мае 1945 года Дмитрий Капитонович в составе своего подразделения освобождал Моравско-Остравский промышленный район в ходе Моравско-Остравской операции. Боевой путь он закончил в Праге.
После окончания Великой Отечественной войны был направлен на курсы усовершенствования офицерского состава. Окончив их в том же 1945 году, Дмитрий Капитонович продолжил службу в вооружённых силах СССР. В запас он уволился в 1955 году в звании майора. Вернувшись в Прокудское, работал связистом. В 1965 году переехал в город Павлодар. 11 августа 1974 года Дмитрий Капитонович скончался. Похоронен в городе Павлодаре Республики Казахстан.

## Награды
- Медаль «Золотая Звезда» (10.01.1944);
- орден Ленина (10.01.1944);
- орден Александра Невского (16.12.1943);
- два ордена Красной Звезды (31.08.1944; ??);
- медали, в том числе:
  - медаль «За отвагу» (28.08.1943);
  - медаль «За храбрость перед врагом» (Чехословакия).

## Память
- Именем Героя Советского Союза Д. К. Потапова названы улицы в посёлках Коченёво и Чик Новосибирской области.
- Мемориальная доска в честь Героя Советского Союза Д. К. Потапова установлена в городе Павлодаре Республики Казахстан по адресу: улица Мира, 13.
- Имя Героя Советского Союза Д. К. Потапова носит МКОУ Чикская СОШ № 6 и школа в селе Прокудском.

## Документы
- Общедоступный электронный банк документов «Подвиг Народа в Великой Отечественной войне 1941—1945 гг.» Дата обращения: 6 февраля 2013. Архивировано из оригинала 13 марта 2012 года. :

Указ Президиума Верховного Совета СССР о присвоении звания Героя Советского Союза. Дата обращения: 1 декабря 2015. Архивировано 14 февраля 2013 года.
Орден Александра Невского (наградной лист и приказ о награждении). Дата обращения: 6 февраля 2013. Архивировано 14 февраля 2013 года.
Орден Красной Звезды (наградной лист и приказ о награждении). Дата обращения: 6 февраля 2013. Архивировано 14 февраля 2013 года.
Медаль «За отвагу» (наградной лист и приказ о награждении). Дата обращения: 6 февраля 2013. Архивировано 14 февраля 2013 года.
- Обобщенный банк данных «Мемориал». Дата обращения: 6 февраля 2013. Архивировано из оригинала 10 мая 2012 года.

ЦАМО, ф. 33, оп. 563784, д. 27.
ЦАМО, ф. 33, оп. 746921, д. 57.